# Капитолово (станция)
Капито́лово — станция Октябрьской железной дороги на линии Санкт-Петербург — Приозерск, расположена во Всеволожском районе Ленинградской области.
На станции останавливаются все проходящие через неё пригородные электропоезда, кроме электропоездов повышенной комфортности.
В 1 км к западу от станции находится деревня Капитолово, которая и дала название станции.
Недалеко от станции находится химический завод (ГИПХ), для обслуживания которого и создавалась станция.
Электрифицирована в 1958 году в составе участка Пискарёвка — Пери.
В 2006 году на станции были обнаружены контейнеры с радиоактивными материалами.

## Путевое развитие
На станции есть:
- Два главных и четыре приёмоотправочных пути, использующиеся преимущественно для отстоя грузовых поездов.
- Электрифицированный вытяжной путь в сторону платформы Кузьмолово.
- Подъездной путь на химический завод, начинающийся из северной горловины.
- Подъездной путь на Северную ТЭЦ, начинающийся из южной горловины.

### Инженерные сооружения
- Подземный переход под путями с платформ в сторону завода. Находится в удовлетворительном состоянии. Поддерживается в состоянии пригодности для прохода пешеходов.
- Мост через Каменный ручей, приток реки Охты.
- Теплопровод от Северной ТЭЦ над путями.

## Происшествия
30 июня 1958 года произошло крушение пригородного поезда Приозерск—Ленинград вследствие перевода стрелки под движущимся составом. Сошло с рельсов 7 вагонов, погибло 38 и ранено 122 пассажира.

## Галерея фотографий
|  |  |

|  |  |  |

|  |  |  |

|  |  |